# کورو تورس
کورو تورس (انگلیسی: Curro Torres؛ زادهٔ ۲۷ دسامبر ۱۹۷۶) یک بازیکن فوتبال اهل اسپانیا است.
وی همچنین در تیم ملی فوتبال اسپانیا بازی کرده‌است.